# Ritratti di Pompeo
Nella scultorea a tutto tondo romana, esistono due ritratti di Gneo Pompeo Magno: una testa giovanile al Louvre, già a Venezia, e una testa in età matura alla Ny Carlsberg Glyptotek vicino a Copenaghen. Un altro ritratto simile a quest'ultimo, di qualità pressoché pari, si trova nella collezione Grimani al Museo archeologico nazionale di Venezia.

## La testa del Louvre
La testa del Louvre ritrae il generale romano in età giovanile, con un'espressione leggermente patetica e una caratteristica torsione del collo. L'espressione retoricamente patetica, il virtuosismo del modellato molto sfumato, lo rendono ascrivibile alla corrente internazionale del "barocco" ellenistico, dove le esigenze di veridicità delle fattezze del soggetto ritratto erano comunque secondarie al rispetto della tradizione secolare dei modelli antecedenti.

## La testa di Copenaghen
La testa n. 597 di Copenaghen venne rinvenuta nella tomba dei Licinii (famiglia discendente da Pompeo per adozione) e la fisionomia del personaggio è perfettamente confrontabile con i ritratti su monete. È alta 26 cm ed oggi è esposta priva del busto aggiunto in epoca moderna. 
Si tratta di una copia dell'età di Tiberio o di Adriano di un originale databile al 60-50 a.C. Rispetto al ritratto precedente la costruzione plastica è più salda, con un punto focale all'attaccatura della capigliatura, dove le lunghe ciocche culminano nella ciocca "ribelle" al centro. Forse deriva dalla statua onoraria che doveva trovarsi nella curia di Pompeo, opera dello scultore Pasitele, ma non abbiamo possibilità di riscontri. In ogni caso l'autore doveva avere ben presente i modelli ellenistici, come il ritratto di Alessandro Magno di Lisippo, che ha un'acconciatura simile.
La rigidezza patrizia del ritratto romano repubblicano è qui mitigata da un plasticismo più ricco e da un'espressione più serena, con le fattezze del viso che sono trattate con morbidezza, la quale diventa però incisiva su alcuni tratti salienti, come gli occhi e il taglio della bocca. 
Da un punto di vista stilistico si tratta di una mediazione, tipica del periodo tra il 70 e il 50 a.C., tra le forme del ritratto ellenistico e la durezza del ritratto repubblicano romano, senza però allontanarsi da un certo verismo e da una tecnica secca derivata dall'esperienza medio-italica. Nella successiva epoca di Augusto, alcuni elementi del ritratto di Pompeo verranno maggiormente sviluppati nella ritrattistica, fondendosi con l'attitudine fredda e limpida tipica degli scultori neoattici.

## Altri ritratti
Esistono alcune statue colossali a tutto tondo di Pompeo raffigurato come un eroe mitologico (uno a Milano, uno a Roma), la cui fisionomia è convenzionalmente idealizzata.